# Радово
Вижте пояснителната страница за други значения на Радово.
Радово е село в Западна България. То се намира в община Трън, област Перник.

## География
Село Радово се намира в полупланински район, в долината Знеполе, на 6 km от град Трън. Наблизо се намира връх Руй (1706 м.), през който минава българо-сръбската граница.

## История
В стари документи селото е отбелязвано като: Радчива (Радчево), Радчева в 1576 г.; Радичева в 1576 г.; Радово в 1878 г.

## Личности
- Григор Василев (1883 – 1942), политик
- Стоян Гюров (1915 - неизв.) – Политик от БКП
- Надежда Захариева (р. 1944), българска поетеса